# 136795 Tatsunokingo
136795 Tatsunokingo è un asteroide della fascia principale. Scoperto nel 1997, presenta un'orbita caratterizzata da un semiasse maggiore pari a 1,7468863 au e da un'eccentricità di 0,4786672, inclinata di 10,98855° rispetto all'eclittica.
L'asteroide è dedicato all'architetto giapponese Tatsuno Kingo.